# Aurelia Josz
Aurelia Josz (Firenze, 3 agosto 1869 – Oświęcim, 1944) è stata un'educatrice e scrittrice italiana, fondatrice della prima scuola agraria femminile in Italia.

## Biografia
Era figlia di Ludovico, un incisore di Trieste, e di Emilia Finzi di Ferrara. Suo nonno paterno Bernardo, di origine ungherese, dalla nativa città di Nagykanizsa si era trasferito a Trieste nella prima metà del XIX secolo e lì aveva sposato Rosa Romanin, una ragazza senese che discendeva dal poeta Salomone Fiorentino.
Dopo la laurea in Lettere conseguita a Firenze , a soli vent’anni fu chiamata ad insegnare a Milano alla scuola Magistrale Gaetana Agnesi. Formatrice delle future maestre elementari, Aurelia Josz ideava nuove metodologie didattiche, per catturare l'attenzione delle scolare: utilizzava il teatro e materiali cartacei innovativi. Con le sue  allieve creò un museo geografico e antropogeografico e, con un occhio ai suoi nuovi metodi didattici, pubblicò manuali scolastici. Nel 1891 chiamò a Milano tutta la sua famiglia e suo padre Ludovico aprì un gabinetto fotografico. Suo fratello Italo Josz s'iscrisse all'Accademia di Brera ed esercitò l'arte del pittore. Nel 1943 Aurelia ha donato alla Galleria d'arte moderna di Milano il dipinto Venere del fratello Italo (forse è l'opera mostrata alla Primaverile del 1928, col titolo Fantasticherie).

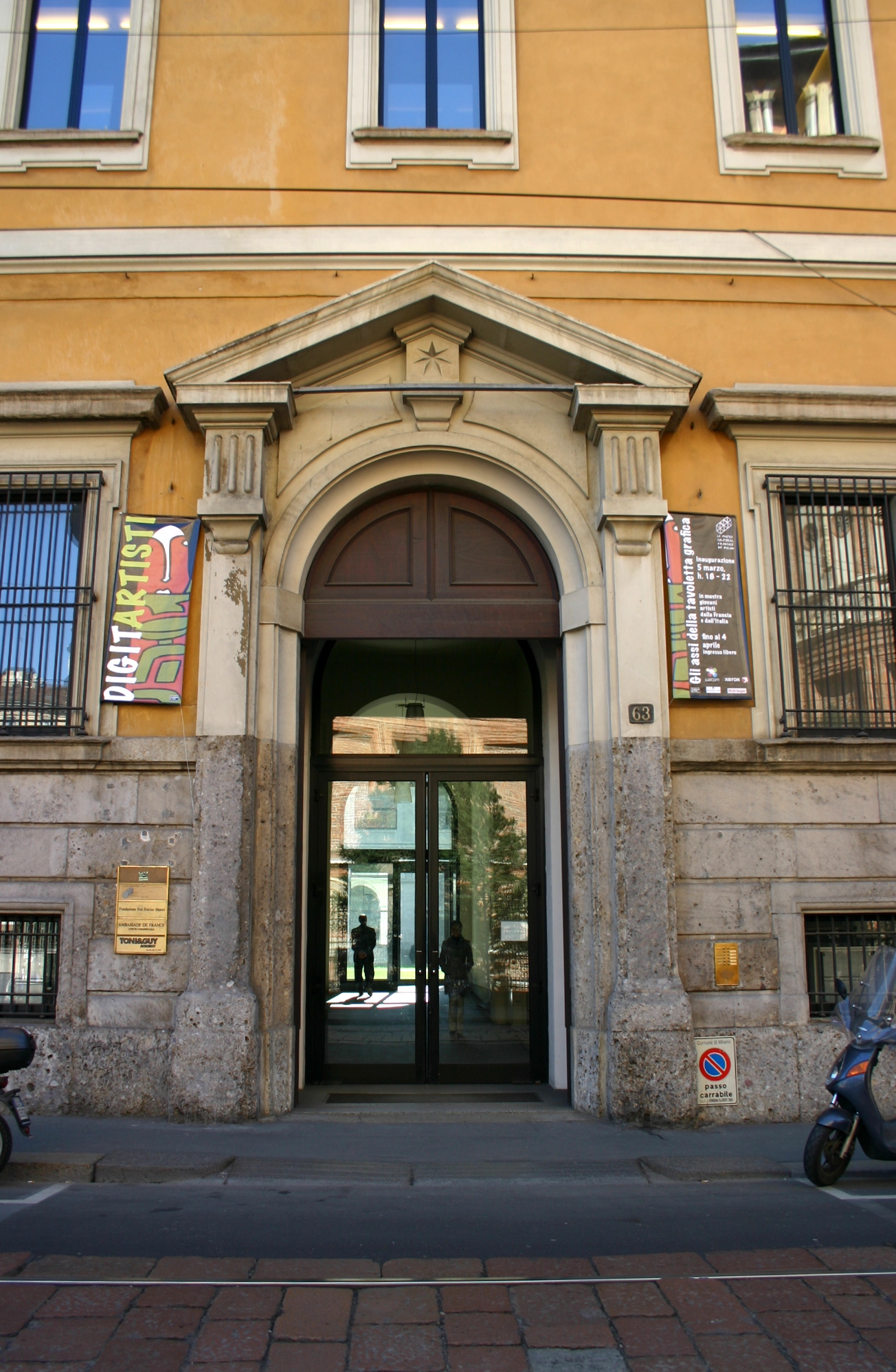
Milano, Palazzo ex Stelline

A dicembre 1902 Aurelia Josz inaugurò a Milano la prima Scuola pratica agricola femminile in Italia, ideata per una trentina di orfane, tra i 13 e i 15 anni, che si trovavano nell'orfanotrofio delle Stelline, in corso Magenta. La scuola venne poi trasferita a Niguarda. A Monza ha fondato la scuola di Agraria del Parco. All'inizio degli anni Trenta ha impiantato anche una scuola agraria in provincia di Roma.
Nel 1944 fu arrestata, perché di origine ebraica e deportata prima al Campo di Fossoli, in Emilia-Romagna, poi al Campo di concentramento di Auschwitz, dove fu uccisa il giorno dopo l'arrivo. La sua prima biografa è stata sua sorella Valeria Vita Josz.

### Scritti
- Aurelia Josz, La storia di Roma, ad uso delle scuole secondarie, secondo I vigenti programmi, Milano, Libr. Edit. Galli di C. Chiesa e F. Guindani, 1894, SBN CUB0352169.
- Aurelia Josz, La storia di Roma conforme ai programmi governativi delle scuole complementari e tecniche, Milano, Casa Tip. Edit. Ditta Giacomo Agnelli, 1899, SBN CUB0352170.
- Aurelia Josz, Dell'ufficio della scuola normale in servigio della diffusione delle conoscenze geografiche e di alcuni mezzi didattici atti a promuoverla efficacemente, Milano, Tip. Bellini, 1901, SBN PUV0549152.
- Aurelia Josz, Prolusione al Corso teorico-pratico di agraria inaugurato presso l'orfanotrofio femminile per cura del Comitato promotore dell'istruzione agricola della donna, Milano, 8 Dicembre 1903, Milano, Casa Edit. Ditta Giacomo Agnelli, 1903, SBN CUB0352171.
- Giuseppe Roggero, Il primo anno di geografia riordinato secondo I vigenti programmi ministeriali 29 gennaio 1905 per cura di Virginia Riva e Aurelia Josz: Nomenclatura geografica, Milano, Stab. Tip. Di Antonio Vallardi Edit., 1905, SBN CUB0557054.
- Giuseppe Roggero, Il secondo anno di geografia riordinato secondo I nuovi programmi ministeriali 29 gennaio 1905 per cura di Virginia Riva e Aurelia Josz: Nomenclatura geografica, le diverse parti del mondo, Milano, : Stab. Tip. Di Antonio Vallardi Edit., 1905, SBN CUB0557060.
- Aurelia Josz, Le scuole femminili agrarie all'estero: note ed impressioni di viaggio, Milano, s. e., 1905, SBN IEI0199215.
- Aurelia Josz, Lo studio della topografia nelle scuole primarie e secondarie, Venezia, C. Ferrari, 1908, SBN BA10077894.
- Aurelia Josz, Relazione e programma della scuola pratica agricola femminile in Niguarda (Milano) nel suo 8 anno di vita, Milano, Tip. Agraria, 1910, SBN CUB0352172.
- Aurelia Josz, Salomone Fiorentino, Roma, Rassegna Nazionale, 1926, SBN PUV0774905.
- Aurelia Josz, La donna e lo spirito rurale: storia di un'idea e di un'opera, Milano, Vallardi, 1932, SBN PUV0522985.
- Aurelia Josz, Matteo Maria Boiardo: 1434-1494, Torino, G. B. Paravia e C., 1936, SBN CUB0121301.
- Aurelia Josz, Severino Boezio nel dramma della romanità: visione nella storia, Milano, Treves, 1937, SBN LO10365764.

### Riconoscimenti
il Comune di Milano le ha intitolato il Museo Botanico. L'associazione Amici  di Aurelia le ha dedicato un premio letterario e fotografico, "premio Aurelia Josz Milano", giunto alla sua quinta edizione.